# Awa Imani
Pour les articles homonymes, voir AWA, Soumah et Imani.
Awa Imani de son vrai nom Awa Soumah, née le 28 février 1987 à Paris, est une chanteuse de RnB franco-guino-sénégalaise,.

## Biographie

### Jeunesse
Née le 28 février 1987 à Paris, Awa Imani est issue d'une famille d'artistes. Son père Alphonse Soumah est un chanteur et danseur guinéen et sa mère est une danseuse et comédienne sénégalaise.
À l’âge de 3 ans, elle participe à divers projets en tant que modèle enfant dont une campagne de publicitaire pour Benetton. Suivant ses parents en tournée, ils remarquent rapidement son don pour la musique et décident de l’inscrire à des cours de piano au conservatoire de Paris.
Awa Imani pratiquera également la danse africaine avec ses parents, puis à 9 ans elle se dirige vers les danses plus modernes comme le modernes/Jazz, le HipHop et le street Jazz.
À son 12ème anniversaire, Awa commence à accompagner son père lors de ses représentations en tant que choriste, c’est à ce moment précis qu’elle est sûre et certaine d’avoir trouver son métier de prédilection, elle commence donc à enrichir ses compétences en composant ses premières mélodies. 

### Carrière
À l’âge de 15 ans, Awa rencontre le compositeur et producteur Tommy Djibz, qui lui permet d’enregistrer ses premières maquettes professionnelles, de parfaire sa musicalité et son esprit mélodique. Une dynamique de travail s’organise alors autour de la jeune artiste. Sur les conseils de celui-ci, elle intègre la chorale « WE ARE ONE » dirigée par Obam. Elle accompagne Lartiste sur le titre Chocolat qui totalise 486 millions de vues sur YouTube. Un des plus gros succès de l'année 2017.
Elle s'est produite, le 28 novembre 2015, sur la scène de l'Espace Reuilly à Paris à l'occasion de l'élection miss Guinée France. D'autres artistes guinéens tels que MHD, les Espoirs de Coronthie étaient aussi de la partie. Elle commença alors à sortir des titres comme Rien n'est acquis, Dans les clubs ou Tout pour lui.
Le 31 mai 2017, elle sort un nouveau single nommé Joli Garçon produit par Dany Synthé et Maître Gims. Puis le 15 décembre, Aime-moi en collaboration avec S.Pri Noir.
Le 11 juillet 2018, elle dévoile C'est le sang en featuring avec Alrima. Et le 19 juin 2019, Liquid Money.
En 2020, elle revient avec Faut laisser son nouveau single. La même année, elle annonce son premier album Poupée. Le 13 août 2021, elle dévoile Je le veux avec Lartiste, c'est la deuxième collaboration entre les deux artistes.
En 2022, elle partage sur les réseaux sociaux des extraits de son album, puis sort son nouveau single Belle pour une renoie,, puis elle dévoile des extraits de Blinder, son nouveau single sorti le 14 octobre 2022.
Le 25 novembre 2022, elle dévoile son premier album Poupée en collaboration avec Joé Dwèt Filé, Barack et Vegedream.

## Discographie

### Singles
- 2012 : Rien n'est acquis
- 2014 : Night in Paris
- 2014 : Lève ton verre en l'air
- 2014 : Quand tu partiras
- 2015 : Dans les clubs
- 2015 : Tout pour lui
- 2017 : Joli Garçon
- 2017 : Dis leur (feat. Iceberg Slim)
- 2017 : Aime-moi (feat. S.Pri Noir)
- 2018 : C'est le Sang (feat. Alrima)
- 2019 : Liquid Money
- 2020 : Faut laisser
- 2021 : Je le veux (feat. Lartiste)[28]
- 2022 : Belle pour une renoie
- 2022 : Blinder
- 2023 : Batard
- 2023 : Double jeu (feat. Lyna Mahyem)
- 2024 : Vrai Djo

### Apparitions
- 2009 : 113 feat. Jamel Debbouze, Awa Imani - Célébration (sur l'album Maghreb United)
- 2010 : Soprano feat. Awa Imani - Châteaux de sable (sur l'album La Colombe)
- 2010 : Admiral T feat. Awa Imani - J'ai besoin d'y croire (sur l'album Instinct Admiral)
- 2011 : I.K feat. Awa Imani - Supergirl (sur l'album Renaissance - Deluxe Edition)
- 2012 : Rim'K feat. Awa Imani - Bac-5 (sur l'album Chef de famille)
- 2013 : NJ feat. Awa Imani - Peur de t'aimer (sur l'EP Hors série)
- 2013 : Leck feat. Awa Imani - Juste un instant (sur l'album Je suis vous)
- 2013 : Awa Imani feat. Amy - La cité rose (sur la bande originale du film La Cité rose)
- 2014 : Isleym feat. Awa Imani - Grande sœur (sur l'album Où ça nous mène)
- 2015 : Alban Bartoli feat. Awa Imani - Avec le temps (sur l'album Je ne suis pas fou)
- 2015 : Rohff feat. Awa Imani - Bijou (sur l'album Le Rohff Game)
- 2016 : Maître Gims feat. Niska, Alonzo, Gradur, KeBlack, Awa Imani - Sapés comme jamais (Remix)
- 2016 : DJ Deedir feat. Awa Imani & Amy - No Limit
- 2016 : DJ Erise feat. Fababy, Awa Imani - Pas comme les autres (sur l'album Rizer)
- 2017 : Lartiste feat. Awa Imani - Chocolat (sur l'album Clandestino)
- 2019 : Jack Sleiman, Ice Prince, Awa Imani, Eylie - Secrets
- 2020 : Cyril M, Awa Imani, Iza - Les mots
- 2020 : Pape Diouf feat. Awa Imani - La dernière fois (sur l'album Far West Africa)
- 2021 : Awa Imani - Manquer (sur la compilation Je l'ai perdu)